# Bethlen Katalin erdélyi fejedelemasszony
Bethleni Bethlen Katalin (? – 1725. január 4.) II. Apafi Mihály erdélyi fejedelem felesége.

## Életpályája
Bethlen Gergely udvarhelyszéki főkapitány (1641–1697) és Thoroczkay Mária (1652–1698) leánya, Bethlen Ferenc fejedelmi tanácsos unokája. 1694. június 30-án Bodonban férjhez ment II. Apafi Mihály erdélyi fejedelemhez, I. Lipót császár azonban, arra hivatkozva, hogy házasságuk az udvar engedélye nélkül jött létre, nem hagyta azt jóvá, hanem Apafit Bécsbe vitette, és erdélyi birtokainak elcserélése fejében német-római birodalmi hercegi címet és 10 000 forint évi kegydíjat adományozott neki. Katalin követte férjét Bécsbe. 1713-ban özvegyen maradt, és tizenkét év sínylődés után, 1725. január 4-én halt meg. Házassága gyermektelen maradt. Koporsóját Almakerékre vitték, és a templom sekrestyéjében helyezték el. Férjével együtt csak 1790-ben tették sírboltba. 1909-ben apósa, anyósa és férje földi maradványaival együtt mind a négyüket a kolozsvári Farkas utcai református templomban újratemették.
Egyes feltételezések szerint ő írta a „Mint gyors szarvast ha vadász sért…" kezdősorú szent éneket. Kazinczy Ferenc is ezen a véleményen van, s az éneknek fentemlített sorát mint a költői rövidség példáját idézi.